# 쇠네 나치

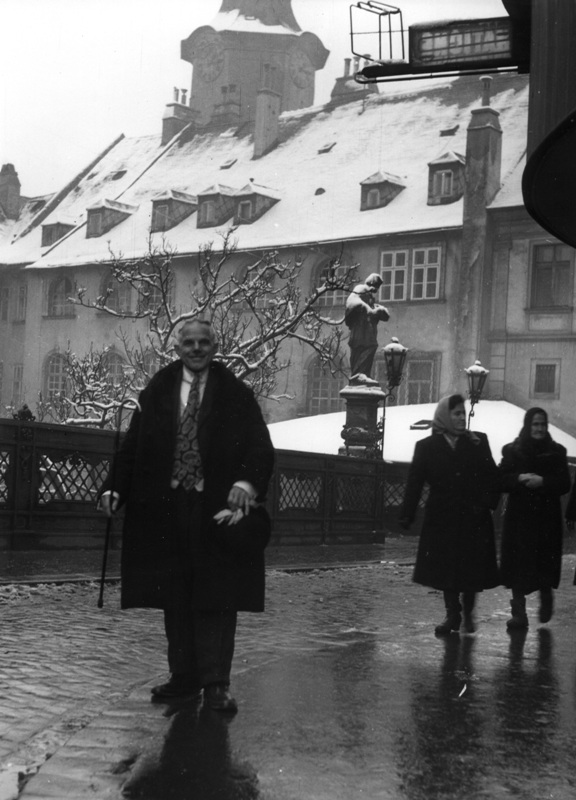
쇠네 나치

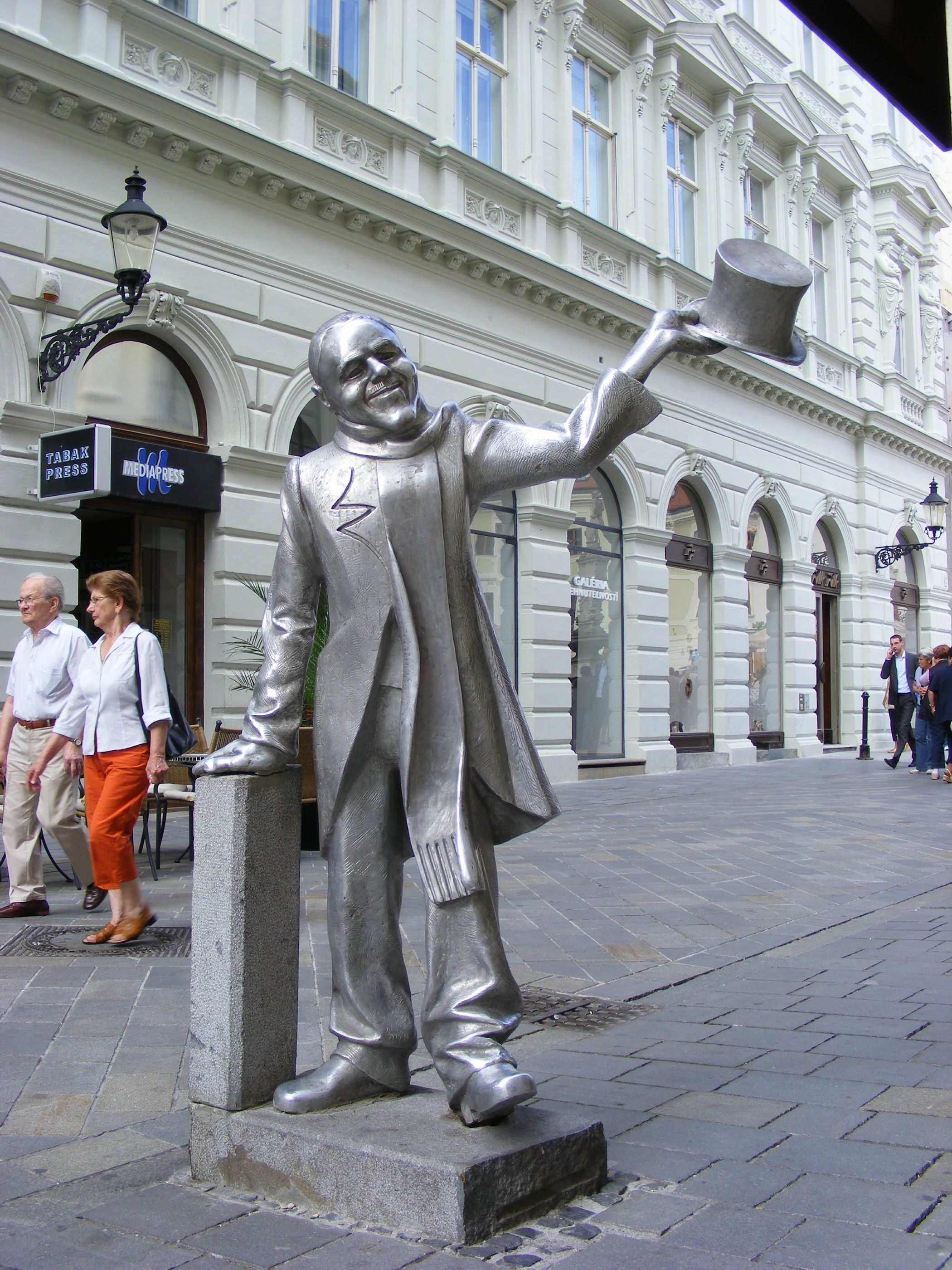
브라티슬라바에 있는 쇠네 나치 동상

쇠네 나치(슬로바키아어: Schöne Náci, 1897년 8월 11일 ~ 1967년 10월 23일), 실명 이그나츠 라마르(슬로바키아어: Ignác Lamár)는 20세기 중반의 유명한 브라티슬라바 사람이다. 1897년 8월 11일 페트르잘카 (당시 오스트리아-헝가리)에서 태어났고 1967년 10월 23일 레흐니체 (당시 체코슬로바키아)에서 결핵으로 사망했다. 원래 레흐니체에 묻혔지만 그의 유해는 2007년 9월 2일 브라티슬라바의 온드레이스코 묘지에 다시 묻혔다.
쇠네 나치는 실크햇과 연미복을 입고 브라티슬라바 구시가지와 특히 미칼스카 브라나에서 강까지의 구간을 걸으며 "나는 당신의 손에 키스합니다."라는 말로 여성을 맞이했다. 그는 도시의 여러 카페에서 무료 음식을 제공받았고 가끔 청소 일로 생계를 유지했다.